# 2022年のキプロス
2022年のキプロス（2022ねんのキプロス）では、2022年のキプロスに関する出来事についてまとめる。

## 在職者
- 大統領：ニコス・アナスタシアディス
- 代議院議長：アニタ・デメトリオ（英語版）

## できごと

### 通年
- キプロスにおける2019年コロナウイルス感染症の流行状況（英語版）

### 1月～6月
- 1月8日：キプロスの科学者が、新型コロナウイルスのデルタ株に見られるゲノムとオミクロン株を組み合わせた「デルタクロン」という変異種を検出[1]。
- 3月5日：キプロスは、レメソスの港に入港する5隻のロシア軍艦の入港を拒否した。そもそも、国際法上ロシアの軍艦がキプロスの港に入港できるかは不明である[2]。
- 4月7日：4月18日からコロナウイルスに関した渡航制限を解除することを発表[3]。
- 4月18日：コロナウイルスに関連する渡航制限が解除される[3]。
- 6月8日：サル痘[注釈 1]の疑いのある患者が国内ではじめて確認される[5]。

### 7月～12月
- 7月7日：キプロス下院は、司法改革やキプロス最高憲法裁判所の復興、キプロス控訴裁判所の創設などを含むキプロス憲法第17条改正を承認した[6]。

## 死去
- 1月11日：ディノス・ハジニコラス（英語版）- 政治家（* 1955年）[7]
- 4月9日：レロス・デメトリアデス（英語版）- 政治家（* 1933年）[8]
- 7月6日：ゼタ・エミリアニドウ（英語版） - 弁護士、政治家（* 1954年）[9]